# 海州石氏
海州石氏（ヘジュソクし、해주석씨）は、朝鮮の氏族の一つ。本貫は黄海道海州市である。2015年の調査では、941人である。
始祖は、中国・魏郡の東明出身の石星である。石星は明の世宗時代の進士であり、戸部、工部尚書、兵部尚書を歴任した。壬辰倭乱の時に反対を押し切り、明の李氏朝鮮への軍事介入に役割を果たしたが、莫大な戦費により明の国運が衰え、責任を取らされて獄死した。獄中での遺言により長男の石潭は母の柳氏と共に海州に移住して、首陽君に封じられ、海州石氏を創始した。